# Centaurea rupestris
Centaurea rupestris — вид квіткових рослин родини айстрових (Asteraceae). Ареал: Італія, Словенія, Хорватія, Боснія та Герцеговина, Чорногорія.

## Середовище
Населяє кам'янисті луки.

## Морфологічна характеристика
Це багаторічник 30–40 см заввишки, тонко-волосистий, майже голий. Листки перисторозсічені, сегменти вузькі, лінійні, цілокраї. Квіткова голова поодинока, яйцеподібна. Обгорткові приквітки яйцеподібні, біло війчасті, остисті. Квіточки жовті. Період цвітіння: літо.